# 392
392 (CCCXCII) var ett skottår som började en torsdag i den julianska kalendern.

## Händelser

### Augusti
- 22 augusti – Arbogast upphöjer Eugenius till romersk kejsare, efter att ha mördat Valentinianus II, som reaktion på att denne har avsatt Arbogast som militär ledare i Gallien.

### Okänt datum
- Theodosius I utfärdar ett edikt som ytterligare förbjuder böner och offerriter i icke-kristna tempel under den pågående förföljelsen av hedningarna.

## Födda
- Chlodio, kung över de saliska frankerna från 426 till slutet av 440-talet (född detta år eller 395)

## Avlidna
- Maj – Valentinianus II, romersk kejsare